# Mustapha Sesay
Mustapha Sesay (sinh ngày 1 tháng 1 năm 1992) là một cầu thủ bóng đá người Sierra Leone, hiện tại thi đấu cho East End Lions F.C..

## Sự nghiệp
Sesay bắt đầu sự nghiệp trẻ tại Dollarosa FC ở Sierra Leone và thi đấu mùa giải 2009-10 theo dạng cho mượn từ Festac Sports FC đến Dolphins F.C.. Mùa hè năm 2011 anh trở lại Sierra Leone và ký hợp đồng cho East End Lions F.C..